# Kolibřík tringský
Kolibřík tringský (Riccordia elegans) je vyhynulý druh kolibříka z čeledi kolibříkovití.

## Popis
Kolibřík tringský byl vědecky popsán podle jediného exempláře získaného z roku 1860, pravděpodobně ze severních Baham nebo Jamajky.
Kromě jediného exempláře se nedochovaly žádné jiné důkazy o jeho existenci a kvůli nedostatku důkazu se předpokládá, že vyhynul.

## Vyhynutí
I když neexistují žádné potvrzující důkazy o přesné příčině vyhynutí, pravděpodobným důvodem je ztráta přirozeného prostředí a predace zavlečenými savci.
V současnosti je jediný exemplář umístěn v Přírodovědném muzeu v Tringu.

## Nedávná studia
V roce 2023 ho Mezinárodní unie ornitologů (IOU) vyškrtla ze svého seznamu druhů.